# 足腰げんき教室
足腰げんき教室（あしこしげんききょうしつ）は、ワタナベエンターテインメント所属のお笑いコンビ。2020年結成。女芸人No.1決定戦 THE W2024ファイナリスト。

## メンバー
くろさわ（1993年7月12日 - ）（32歳）
ツッコミ担当。
埼玉県出身。身長148cm。
6人兄妹の末っ子で、家のテレビでは常にバラエティ番組がついており、その影響もあって芸人のことを「かっこいいな」「自分も同じ舞台へ立ちたい」と考えてお笑いを志した。
小学5年生から14年間サッカーをしており、高校は埼玉県内の強豪校に所属していた。
社会人として働きつつ、2020年4月にワタナベコメディスクールに入学。ただし仕事はコロナ禍でままならなくなったこともあって退職した。
山田涼介のファン。
うちだすぺしゃるはーたみん（2000年3月28日 - ）（25歳）
本名：内田 春海（うちだ はるみ）。
ボケ・ネタ作り担当。
広島県出身。身長168cm。
吉本新喜劇や『ダウンタウンのごっつええ感じ』のDVDを観て影響され、「おもしろい人になりたい」と思うようになる。うちだ曰く母親も『ごっつ』のアホアホマンのものまねをやるほど面白い人で、「人を笑かす時は自分が絶対笑いながらボケるな」と、ボケる時に自分が先に笑ったら冷めるということを教えられたという。
幼少期から「ずっと自分が一番面白い」と思っていたこともあって、小学2〜3年生くらいの頃に自ら“お笑いクラブ”を発足。当時は友人と「カプセル」というコンビを組んでいた。
以前は椎名林檎を目指していた（椎名林檎のミュージックビデオの絵コンテを書いて送ったこともある）ものの、頓挫したことで地元の精肉店への就職内定を辞退し芸人の道を選んだ。最初はNSC大阪校を受けたものの不合格。その後、地元の広島でワタナベエンターテインメントのオーディションを受けて合格する。
デビュー当初の芸名は苗字のみの「うちだ」だったが、SNSでは違う名前にしてみると面白いと考えて、聞き心地のよさで「うちだすぺしゃるはーたみん」というアカウント名にしていた。それを『深夜のハチミツ』スタッフが芸名だと勘違いし、番組初回収録時に使う名札を「うちだすぺしゃるはーたみん」で作成してしまった。こうした紛らわしい状況を作ったうちだはマネージャーから怒られ、以降正式に芸名とした。
服飾系の短期大学に通っていたことがあり、BEAMSの社員になろうとしていた。岡本太郎が好きで、太陽の塔のTシャツをステージ衣装にしているほどである。

## 来歴
ワタナベコメディスクールの同期によって結成。コロナ禍で対面授業がほとんどなかったためオンラインで相方探しを行なっていた最中、ベリーショートのくろさわにうちだが目を留め、「一番普通の女じゃなかった」と感じ、一方くろさわもうちだが当時染めていた緑色の髪に惹かれて結成に至った。
コンビ名は、うちだのアルバイト先だったお年寄りの習い事をする施設で実際に行われていた授業の名前。
2023年4月、芸歴3年目でフジテレビの番組『深夜のハチミツ』に抜擢され、レギュラーとして定着。同年の『女芸人No.1決定戦 THE W』では準決勝まで進出、森田哲矢（さらば青春の光）から「大会サポーター賞」を贈られた。
M-1グランプリ2024では3回戦進出。同年の『女芸人No.1決定戦 THE W』では決勝に進出する。

## 芸風
主に漫才で、ネタの基本はうちだが作成している。

## 賞レース等の戦績

### M-1グランプリ
| 年度             | 結果      | エントリー No. | 会場                               | 日程    | 備考                                                           |
| ---------------- | --------- | -------------- | ---------------------------------- | ------- | -------------------------------------------------------------- |
| 2022年（第18回） | 1回戦敗退 | 381            | 【東京】神保町よしもと漫才劇場     | 8月16日 |                                                                |
| 2023年（第19回） | 1回戦敗退 | 4209           | 【東京】シダックスカルチャーホール | 9月20日 |                                                                |
| 2024年（第20回） | 3回戦敗退 | 3841           | 【東京】KANDA SQUARE HALL          | 11月6日 | 一度1回戦を欠席しており、 その後再エントリー制度により再出場。 |
| 2025年（第21回） | 2回戦進出 | 909            |                                    |         |                                                                |

### その他
- 2023年 第6回女芸人No.1決定戦 THE W - 準決勝進出[10]
- 2024年 第7回女芸人No.1決定戦 THE W - 決勝1stステージ敗退[13]

## 出演

### テレビ
- 深夜のハチミツ→深夜のハチミツ!! Bee the top（フジテレビ）[2][5]
- 水曜日のダウンタウン（TBSテレビ） - うちだのみ、事務所の先輩である信子（ぱーてぃーちゃん）へのドッキリ仕掛け人として出演[14]
- 開け!キャラクターのとびら きゃらトビ（フジテレビ）- 2023年11月19日「芸人のトビラ」コーナー出演[15]。
- 世界の果てまでイッテQ!新メンバー発掘プロジェクト（2024年4月6日・13日・20日、日本テレビ） - うちだのみ

### ラジオ
- 山崎怜奈の誰かに話したかったこと。（2024年11月25日、TOKYO FM） - トークコーナー「誰かに聞きたかったこと。」ゲスト

### ライブ
- 足腰げんき教室×ターリーターキー トークライブ（プロダクション人力舎所属・ターリーターキーとのツーマントークライブ）
  - 「足腰げんキー教室」（2023年7月4日、下北沢シアターミネルヴァ）[16]
  - 「足腰げんキー教室2」（2023年10月14日、下北沢シアターミネルヴァ）[17]
- 足腰げんき教室×9番街レトロツーマンライブ『ようこそ』 （2023年11月9日、シアターマーキュリー新宿）[18]